# 콥스파티: 북 오브 섀도우
《콥스파티 : 북 오브 섀도우》(CORPSE PARTY - BOOK OF SHADOWS)는 일본에서 제작된 야마다 마사후미 감독의 2016년 공포 영화이다. 이코마 리나 등이 주연으로 출연하였다.

## 출연

### 주연
- 이코마 리나
- 마에다 노조미
- 이케오카 료스케
- 아오키 츠네노리
- 나이토 호노카

### 조연
- 키타 요코
- 미즈이시 아토무
- 이시모리 니지카
- 준
- 이시카와 레이

## 같이 보기
- 비디오 게임을 원작으로 한 영화 목록